# Alai (Kluet Timur)
Alai is een bestuurslaag in het regentschap Aceh Selatan van de provincie Atjeh, Indonesië. Alai telt 634 inwoners (volkstelling 2010).